# Ontherus trituberculatus
Ontherus trituberculatus är en skalbaggsart som beskrevs av Vladimir Balthasar 1938. Ontherus trituberculatus ingår i släktet Ontherus och familjen bladhorningar. Inga underarter finns listade i Catalogue of Life.